# Ängeln i rummet
Ängeln i rummet, skriven av Eva Dahlgren, är en balladlåt, framförd av Eva Dahlgren. Den fick en Grammis för "Årets låt" 1989. Eva Dahlgren har själv tydliggjort att ängeln i sångtexten inte har en kristen betydelse för henne.
Singeln nådde som bäst fjärde plats på svenska singellistan. Melodin låg även på Svensktoppen 1989. Låten finns i en engelsk version med titeln "Angel in My Room".
Erik Linder spelade 2009 in låten på albumet Inifrån.
Låten framfördes av Laleh i TV4-programmet Så mycket bättre. Den versionen gick 2012 in på Svensktoppen.
Eva Dahlgren framförde låten på minnesstunden för utrikesminister Anna Lindh i Stockholms stadshus 19 september 2003.

## Listplaceringar

### Eva Dahlgrens version
| Lista (1989) | Topplacering |
| ------------ | ------------ |
| Sverige      | 4            |

### Lalehs version
| Lista (2011–2012) | Topplacering |
| ----------------- | ------------ |
| Sverige           | 6            |

Lalehs version blev även etta på Digilistan samt Svensktoppen.

### Fotnoter
1. ↑  ”Grammis”. Arkiverad från originalet den 17 mars 2012. https://web.archive.org/web/20120317055524/http://www.ifpi.se/wp/wp-content/uploads/100428-lc-vinnare-genom-%C3%A5ren.pdf. Läst 1 maj 2011.
2. ↑  Christer Sturmark (2008). ”Intervju: Eva Dahlgren – Gudlös ängel”. Humanisterna. Arkiverad från originalet den 4 oktober 2015. https://web.archive.org/web/20151004135251/http://www.fritanke.se/eva-dahlgren-gudlos-angel/. Läst 24 december 2008.
3. ↑  Urban Jansson (19 maj 2008). ”Uppskattat panelsamtal” (på svenska). Humanist info:  s. 6. http://humvast.files.wordpress.com/2008/09/hi_nr2_20081.pdf. Läst 24 december 2008.
4. ↑  ”Svensk mediedatabas”. http://smdb.kb.se/catalog/id/002538057. Läst 17 augusti 2011.
5. ↑  ”Svensktoppen”. 5 februari 2012. http://sverigesradio.se/sida/topplista.aspx?programid=2023&date=2012-02-05. Läst 4 mars 2012.
6. ↑  https://sverigesradio.se/sida/artikel.aspx?programid=83&artikel=293718
7. ↑  ”Ängeln i rummet” (på engelska). Swedishcharts. 10 mars 1989. http://www.swedishcharts.com/showitem.asp?interpret=Eva+Dahlgren&titel=%C4ngeln+i+rummet&cat=s. Läst 12 oktober 2007.
8. ↑  ”Ängeln i rummet” (på engelska). Swedishcharts. 10 mars 2011. http://www.swedishcharts.com/showitem.asp?interpret=Laleh&titel=%C4ngeln+i+rummet&cat=s. Läst 21 januari 2012.